# Braća Montgolfier
Braća Joseph Michel Montgolfier (Annonay kod Lyona, 26. kolovoza 1740. - Balaruc-les-Bains, 26. lipnja 1810.) i

Jacques Étienne Montgolfier (Annonay, 6. siječnja 1745.  - 2. kolovoza 1799.) bili su izumitelji balona na vrući zrak, Montgolfière. Treći Montgolfier, Franz Montgolfier, nije bio tako poznat kao njegova braća.
Braća Etienne i Joseph Montgolfier izgradila su veliki papirnati balon zapremine 20 kubnih metara. Puštanje balona izvršeno je 4. lipnja 1783. na sajmištu mjesta Annonaya, ispod "prazne vreće" upaljena je slama, te se balon počeo puniti, nakon što ga više nisu mogli držati, pustili su ga, balon se naglo podigao do visine od gotovo 2000 metara. Gledaljstvo, prvo razočarano i podrugljivo nastrojeno, nije više moglo sakriti svoju oduševljenost dok je promatralo kako vjetar lagano nosi balon sve dalje. Balon se spustio dva kilometra dalje na jednom brežuljku. Iste godine u septembru i novembru, u gradu Versailles, Montgolfier braća ponavljaju poduhvat puštanja balona.
Nakon što u novembru prime priznanje za svoj rad u vidu potpisanog certifikata (koji je između ostalih potpisao Benjamin Franklin, koji je u to vrijeme boravio u Francuskoj) ohrabreni organiziraju prvi let balona s tri putnika. Putnici su bili smješteni u korpi napravljenoj od pruća sa stolom u sredini, da putnici mogu zapisati svoje doživljaje zemlje i oblaka.